# Tara Maclay

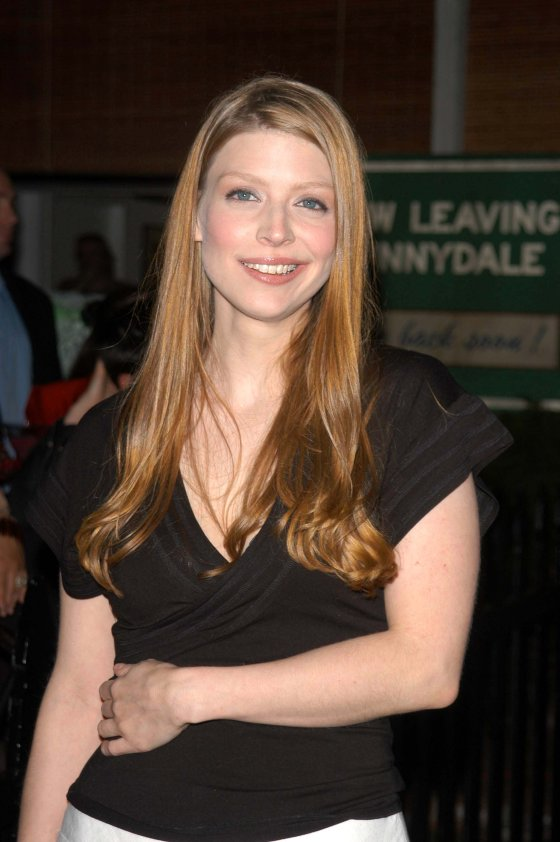
La actriz Amber Benson en la fiesta de despedida de la serie de televisión Buffy la Cazavampiros

Tara Maclay es un personaje ficticio de la serie de televisión Buffy la Cazavampiros, interpretado por la actriz Amber Benson.

## Historia del Personaje
Aparece por primera vez en la cuarta temporada. Tara proviene de una familia de brujas. Su madre también lo era, y ella fue quien le enseñó los primeros conjuros. En la familia de Tara, los hombres tienen dominadas a las mujeres haciéndoles creer que en verdad ellas son demonios y que por eso tienen poderes. 
La relación entre Tara y Willow comienza en el capítulo "Hush", en el que ambas coinciden en un grupo de la universidad que se dedica a la brujería. Esa misma noche, Tara es perseguida por los Caballeros, que quieren arrancarle el corazón. Mientras huye, se encuentra con Willow y ambas se refugian en una habitación. Tara y Willow unen sus manos y consiguen bloquear la puerta, en ese mismo instante surge algo entre ellas. En los siguientes episodios, Tara aparece más a menudo y su amistad con Willow sigue creciendo hasta convertirse en una relación. Con el regreso de Oz, Willow confiesa que siente algo por Tara.
Aparece también durante la quinta y la sexta temporada y, aunque forma parte de la pandilla, nunca llega a sentirse completamente aceptada. En el capítulo "Family" de la quinta temporada, Buffy y los otros se enfrentan al padre de Tara cuando este quiere llevársela por la fuerza. En este capítulo se revela algo muy importante del pasado de Tara: que su padre le había hecho creer que era parte demonio (lo cual era falso) y que algo muy malvado iba a despertarse dentro de ella pronto.
Tara se convierte en un pilar fundamental de la magia de Willow; le enseña todo lo que sabe y aunque, en un principio, parece más poderosa que Willow, la pelirroja pronto la supera notablemente. Como en toda relación, entre Tara y Willow surgen altibajos causados, en su mayoría, por el exceso de magia por parte de Willow.
La primera discusión se produce en el capítulo "Tough love", de la quinta temporada, en el que Willow se enfada cuando Tara dice que siente miedo al ver la velocidad con la que Willow está creciendo como bruja. Tras esta discusión, Tara dice que irá a una feria que hay en el pueblo y que allí esperará a Willow. La pelirroja va a la tienda de magia con la intención de no acudir a su cita con Tara, y en la tienda aparece uno de los secuaces de Glory (la diosa malvada de la temporada), que explica que Glory va a ir por Tara porque cree que es la llave que busca para regresar a su dimensión. Mientras tanto, Glory tortura a Tara para que le diga quién es la llave, pero la bruja se resiste, así que la diosa le rompe la mano y absorbe su mente dejando a Tara sin cordura. Willow no llega a tiempo para evitar el ataque, pero jura venganza y va al apartamento de Glory, donde ambas pelean. En el último capítulo de la temporada, Willow arriesga su vida para devolverle la cordura a Tara, robándosela a Glory.
La segunda pelea se produce en los inicios de la sexta temporada, donde Tara le reprocha a Willow que está usando la magia para cosas innecesarias. Willow le borra de la memoria a Tara esa discusión pero en el capítulo musical "Once More, with Feeling" Tara descubre que está bajo el hechizo de Willow y se enfada. En el capítulo siguiente, "Tabula rasa", Willow vuelve a hacer un hechizo para borrar la memoria y cuando Tara lo descubre deja a Willow y se va a vivir sola. Durante el resto de la temporada, la relación entre Willow y Tara es muy tensa, pero en el capítulo "Seeing red" las dos se reconcilian, ya que Tara ha visto que Willow ha renunciado a la magia. La felicidad les dura un par de días, hasta una mañana que Tara cae fulminada tras recibir un disparo por la espalda proveniente de una bala perdida de Warren. La muerte de Tara desata la furia de Willow, que no controla la magia negra y estará a punto de acabar con el mundo en los últimos capítulos de la sexta temporada de la serie.
Tara no vuelve a aparecer en la serie ni como persona ni como fantasma, y aún menos como manifestación de El Primero; sólo es mencionada en algún capítulo posterior. Sabemos que está enterrada en Sunnydale, ya que Willow acude a visitar su tumba en el capítulo "Help" de la séptima temporada.
Willow y Tara fueron la primera pareja lésbica estable de la televisión estadounidense en horario familiar.
- Datos: Q2552079